# William R. Laird, III
William R. Laird, III (Montgomery, 1916. június 2. – Montgomery, 1974. január 7.) az Amerikai Egyesült Államok szenátora (Nyugat-Virginia, 1956).